# 司凤英
司凤英（1919年—1980年6月19日），河南开封人。祖籍山东省益都县前司家庄，豫剧四大名旦之一。曾担任中国戏剧协会会员、中国戏剧家协会山东分会理事。

## 从艺经历

### 民国时期
司风英12岁进入开封老艺成艺班学戏，科期满后，在开封“国民戏院”演出，16岁时便任主演，唱“祥符调”，她以善用小嗓，字清板稳著称，擅长于唱大段叙述性二八板。1936年，她与常香玉、陈素真等演员轮流在“开封豫声剧院”挂牌演出，轰动开封市。同年，“百代”、“胜利”两个唱片公司灌制了她主唱的《刀劈三关》、《春秋配》等唱片。当时她与陈素真、常香玉合称豫剧三大名旦。婚后一度淡出戏曲舞台。

### 共和国时期
1952年到滑县阎村教戏。1953年加入范县“光明剧社”。1954年在山东省第一届戏曲观摩演出大会中演出《刀劈杨藩》，获演员奖。同年，随山东省代表团参加了华东区戏曲观摩，演出《无盐出征》获荣誉奖状。1956年又在山东省第二届戏曲观摩演出大会上演出《三击掌》，获老艺人奖。后在聊城艺术专科学校任戏剧班教师。1961年秋，聊城艺校停办后，先后任聊城专区、莘县剧团辅导员，聊城专署文教局艺术组研究员。